# Siergiej Ryłow
Siergiej Władimirowicz Ryłow, ros. Сергей Владимирович Рылов, azer. Sergey Rılov (ur. 19 listopada 1975 w Pierwouralsku) – rosyjski łyżwiarz figurowy, występujący w barwach Azerbejdżanu, uczestnik zimowych igrzysk olimpijskich, czterokrotny mistrz Azerbejdżanu. Startował w rywalizacji solistów.
Łyżwiarstwo figurowe zaczął trenować w 1980 roku. Do 1997 roku startował w barwach Rosji, a następnie Azerbejdżanu.
W 2002 roku wystąpił w rywalizacji solistów podczas igrzysk olimpijskich w Salt Lake City i zajął w niej 24. miejsce. 
Czterokrotnie wystąpił w mistrzostwach świata w latach 1999–2002. Najlepszy rezultat osiągnął w 2001 roku, zajmując 13. miejsce w Vancouver. Czterokrotnie zaprezentował się również w mistrzostwach Europy w latach 1999–2002. Jego najlepszym rezultatem było 12. miejsce w 1999 roku w Pradze.
W 1996 roku zajął dwunaste miejsce w mistrzostwach Rosji, a rok później był ósmy. W mistrzostwach Azerbejdżanu zdobył srebrny medal w 1998 roku oraz cztery złote medale w latach 1999, 2000, 2001 i 2002.